# 北京通信电信博物馆
39°53′24″N 116°22′46″E / 39.890031°N 116.379397°E
北京通信电信博物馆是位于北京市西城区骡马市大街9号的北京联通总部大楼一层的一座展示北京通信电信历史的博物馆。

## 简介
北京通信电信博物馆隶属于中国联通北京市分公司。该馆原址位于北京东皇城根电话局（原北平电话北局）内，展陈面积大约600平方米。2008年，建成了如今位于北京联通总部的新展厅，展陈面积达3300平方米。
该馆基本陈列共分为三篇十五组，介绍了北京最早的电报通信到如今的各类电信服务的发展历程，展示了许多珍贵的历史文物。